# مجلة تراثيات
مجلة تراثيات هي مجلَّة نصفُ سنوية محکَّمة، يُصدرها مركز تحقيق التراث في دار الكتب والوثائق القومية المصرية، وتُعنَى بنشر البحوث التراثية، والدراسات والمقالات المعنية بالمخطوطات، والنصوص التراثية المحقَّقة علميًّا، والعروض النقدية لبعض النشرات المحققة، أو النصوص المخطوطة ذات الأهمية في مجالها.

## عن المجلة
صدر العدد الأول من المجلَّة بتاريخ 2003م ولا تزال تصدر حتى اليوم بالقاهرة، منتظمة، متوالية، وبانتهاء عام 2024م بلغت عدة مجلداتها (24) مجلدًا، وعدد المقالات المنشورة 263 مقالًا.